# 查理士·梅理
查理士·梅理（Charles May，1817年—1879年4月25日），英國資深警務人員，首任香港警察隊長和香港消防隊監督。

## 生平
查理士·梅理生於英國倫敦，父親約翰·梅理是倫敦警察廳警司。查理士·梅理也曾經在倫敦警察廳任職警司。1845年2月28日，查理士·梅理來到香港出任警察隊長，為此崗位首次由有警務經驗的人士來出任。1868年香港成立消防隊，梅理成為首任消防隊監督，同時兼任警察隊長及維多利亞監獄獄長。梅理在警隊任職17年，歷任署理首席裁判司、署理庫政司、署理輔政司。他在香港殖民地政府服務長達34年。1879年4月22日，查理士·梅理因為病離開香港；1879年4月25日，在新加坡附近的海域逝世。

## 紀念
梅理大樓以查理士·梅理命名的前香港警察總部。
| 政府职务    | 政府职务                   | 政府职务      |
| ----------- | -------------------------- | ------------- |
| 前任： 布思 | 香港警察隊長 1844年-1862年 | 繼任： 昆賢   |
| 前任： 首任 | 消防隊監督 1868年-1878年   | 繼任： 奇爾夫 |